# Euxoa pindar
Euxoa pindar är en fjärilsart som beskrevs av Smith 1900. Euxoa pindar ingår i släktet Euxoa och familjen nattflyn. Inga underarter finns listade i Catalogue of Life.